# Modesta Lavana
Modesta Lavana Pérez (Hueyapan, Morelos, 24 de febrero de 1929-13 de diciembre de 2010) fue una curandera nahua indígena, activista, tejedora y traductora.

## Trayectoria
Fue reconocida como una activista importante por los derechos indígenas y los derechos de las mujeres en Morelos, donde trabajó como curandera y traductora legal del idioma náhuatl para el estado de Morelos. También era una autoridad en etnobotánica local y en el uso del baño de sudor temazcal. Sus tejidos tradicionales de lana en el telar de cintura se conocieron bien en el estado de Morelos.
Cuando era niña, como era común en ese período, fue castigada por hablar su lengua nativa náhuatl en la escuela, pero siguió hablándolo y eventualmente se convirtió en traductora, ayudando a otros hablantes nativos a acceder a sus derechos en el sistema legal del estado de Morelos. Ella es citada como una fuente de datos lingüísticos en varios artículos sobre la variedad de náhuatl que se habla en Hueyapan, Morelos.
Después de su formación como enfermera, se encargó de la mayoría del tratamiento médico de los habitantes de Hueyapan, administrando inyecciones, tratando heridas y asistiendo en partos en su propia casa hasta la construcción de una clínica oficial. En 1977, junto a la antropóloga Laurencia Alvarez, publicó un relato de su propia experiencia de la enfermedad susto, que ha llegado a ser frecuentemente citado en la literatura sobre esta enfermedad.